# 二階堂恵
二階堂 恵（にかいどう けい、3月25日 - ）は、日本の女性声優。現在フリー。以前はエーエス企画に所属していた。

## 出演作品

### テレビアニメ
2008年
- おねがい!ポクポン（女主役）

### 舞台
- 今昔物語ふぁんたじあ（第三部主役）

### CD
- 智恵子抄

### ボイスドラマ
- ソードアート・オンライン ボイス（見物人[1]）